# Kompanija Cordignano i Candotti
Kompanija Cordignano i Candotti bila je građevinsko poduzeće iz Tuzle. Vlasnici su joj bili talijanske obitelji Cordignano i Candotti koje su dolaskom Austro-Ugarske u BiH doselili u Tuzlu. Kao i mnogi doseljeni Talijani, bili su dobri graditelji i brojne su građevine u Tuzli austro-ugarskog doba djela talijanskog građevnog umijeća. Ova je kompanija sagradila ili sudjelovala u gradnji brojnih objekata. Specijalizirala se za javne građevine ili za obiteljske zgrade. Primjeri su Okružna pošta (1901.), Realna gimnazija (1905.), Zgrada Kola srpskih sestara, kuća Johana Mervera, nekoliko obiteljskih kuća Tuzlića, Azabagića, Prcića i drugih.